# Entelecara media
Entelecara media är en spindelart som beskrevs av Kulczynski 1887. Entelecara media ingår i släktet Entelecara och familjen täckvävarspindlar. Inga underarter finns listade i Catalogue of Life.